# Drama/Mex
Drama/Mex is een Mexicaanse film uit 2006 geregisseerd door Gerardo Naranjo. De hoofdrollen worden vertolkt door Fernando Becerril en Juan Pablo Castaneda. De film werd in première vertoond tijdens het Filmfestival van Cannes.

## Verhaal
De film volgt enkele liefdesverhalen in de verloederde Mexicaanse badplaats Acapulco. De vijftigjarige Jaime overweegt zelfmoord te plegen totdat hij het jonge weggelopen tienermeisje Tigrillo ontmoet. Fernanda is te weten gekomen dat haar ex-vriend Chano is teruggekeerd en maakt het uit met haar vriend Gonzalo, maar hij probeert haar weer voor zich te winnen.

## Rolverdeling
- Fernando Becerril - Jaime
- Juan Pablo Castaneda - Gonzalo
- Diana Garcia - Fernanda
- Martha Claudia Moreno - Mama Yhahaira
- Miriana Moro - Tigrillo
- Emilio Valdés - Chano Cuerpiperro